# MotoGP spanyol nagydíj
A MotoGP spanyol nagydíja a MotoGP egy versenye, melyet 1955-től, egy kisebb megszakítástól eltekintve folyamatosan megrendeznek. Jelenleg a negyedik legtöbb versenyt itt rendezték.

## Az eddigi győztesek
| Év   | Helyszín | Moto3              | Moto2           | MotoGP            | Összefoglaló |
| ---- | -------- | ------------------ | --------------- | ----------------- | ------------ |
| 2025 | Jerez    | José Antonio Rueda | Manuel González | Álex Márquez      | Összefoglaló |
| 2024 | Jerez    | Collin Veijer      | Fermín Aldeguer | Francesco Bagnaia | Összefoglaló |
| 2023 | Jerez    | Iván Ortolá        | Sam Lowes       | Francesco Bagnaia | Összefoglaló |

| Év   | Helyszín | MotoE        | MotoE        | Moto3        | Moto2    | MotoGP            | Összefoglaló |
| Év   | Helyszín | Verseny 1    | Verseny 2    | Moto3        | Moto2    | MotoGP            | Összefoglaló |
| ---- | -------- | ------------ | ------------ | ------------ | -------- | ----------------- | ------------ |
| 2022 | Jerez    | Eric Granado | Eric Granado | Izan Guevara | Ogura Ai | Francesco Bagnaia | Összefoglaló |

| Év   | Helyszín | MotoE              | Moto3         | Moto2                 | MotoGP           | Összefoglaló |
| ---- | -------- | ------------------ | ------------- | --------------------- | ---------------- | ------------ |
| 2021 | Jerez    | Alessandro Zaccone | Pedro Acosta  | Fabio Di Giannantonio | Jack Miller      | Összefoglaló |
| 2020 | Jerez    | Eric Granado       | Albert Arenas | Luca Marini           | Fabio Quartararo | Összefoglaló |

| Év   | Helyszín | Moto3             | Moto2                | MotoGP             | Összefoglaló |
| ---- | -------- | ----------------- | -------------------- | ------------------ | ------------ |
| 2019 | Jerez    | Niccolò Antonelli | Lorenzo Baldassarri  | Marc Márquez       | Összefoglaló |
| 2018 | Jerez    | Philipp Öttl      | Lorenzo Baldassarri  | Marc Márquez       | Összefoglaló |
| 2017 | Jerez    | Arón Canet        | Álex Márquez         | Dani Pedrosa       | Összefoglaló |
| 2016 | Jerez    | Brad Binder       | Sam Lowes            | Valentino Rossi    | Összefoglaló |
| 2015 | Jerez    | Danny Kent        | Jonas Folger         | Jorge Lorenzo      | Összefoglaló |
| 2014 | Jerez    | Romano Fenati     | Mika Kallio          | Marc Márquez       | Összefoglaló |
| 2013 | Jerez    | Maverick Viñales  | Esteve Rabat         | Dani Pedrosa       | Összefoglaló |
| 2012 | Jerez    | Romano Fenati     | Pol Espargaró        | Casey Stoner       | Összefoglaló |
| Év   | Helyszín | 125 cm³           | Moto2                | MotoGP             | Összefoglaló |
| 2011 | Jerez    | Nicolás Terol     | Andrea Iannone       | Jorge Lorenzo      | Összefoglaló |
| 2010 | Jerez    | Pol Espargaró     | Toni Elías           | Jorge Lorenzo      | Összefoglaló |
| Év   | Helyszín | 125 cm³           | 250 cm³              | MotoGP             | Összefoglaló |
| 2009 | Jerez    | Bradley Smith     | Aojama Hirosi        | Valentino Rossi    | Összefoglaló |
| 2008 | Jerez    | Simone Corsi      | Mika Kallio          | Dani Pedrosa       | Összefoglaló |
| 2007 | Jerez    | Talmácsi Gábor    | Jorge Lorenzo        | Valentino Rossi    | Összefoglaló |
| 2006 | Jerez    | Álvaro Bautista   | Jorge Lorenzo        | Loris Capirossi    | Összefoglaló |
| 2005 | Jerez    | Marco Simoncelli  | Dani Pedrosa         | Valentino Rossi    | Összefoglaló |
| 2004 | Jerez    | Marco Simoncelli  | Roberto Rolfo        | Sete Gibernau      | Összefoglaló |
| 2003 | Jerez    | Lucio Cecchinello | Toni Elías           | Valentino Rossi    | Összefoglaló |
| 2002 | Jerez    | Lucio Cecchinello | Fonsi Nieto          | Valentino Rossi    | Összefoglaló |
| Év   | Helyszín | 125 cm³           | 250 cm³              | 500 cm³            | Összefoglaló |
| 2001 | Jerez    | Azuma Maszaó      | Kató Daidzsiró       | Valentino Rossi    | Összefoglaló |
| 2000 | Jerez    | Emilio Alzamora   | Ralf Waldmann        | Kenny Roberts, Jr. | Összefoglaló |
| 1999 | Jerez    | Azuma Maszaó      | Valentino Rossi      | Àlex Crivillé      | Összefoglaló |
| 1998 | Jerez    | Szakata Kazuto    | Loris Capirossi      | Àlex Crivillé      | Összefoglaló |
| 1997 | Jerez    | Valentino Rossi   | Ralf Waldmann        | Àlex Crivillé      | Összefoglaló |
| 1996 | Jerez    | Aoki Harucsika    | Max Biaggi           | Michael Doohan     | Összefoglaló |
| 1995 | Jerez    | Aoki Harucsika    | Harada Tecuja        | Alberto Puig       | Összefoglaló |
| 1994 | Jerez    | Szakata Kazuto    | Jean-Philippe Ruggia | Michael Doohan     | Összefoglaló |
| 1993 | Jerez    | Szakata Kazuto    | Harada Tecuja        | Kevin Schwantz     | Összefoglaló |
| 1992 | Jerez    | Ralf Waldmann     | Loris Reggiani       | Michael Doohan     | Összefoglaló |
| 1991 | Jerez    | Ueda Noboru       | Helmut Bradl         | Michael Doohan     | Összefoglaló |
| 1990 | Jerez    | Jorge Martínez    | John Kocinski        | Wayne Gardner      | Összefoglaló |

| Év   | Helyszín | 80 cm³             | 125 cm³            | 250 cm³        | 500 cm³         | Összefoglaló |
| ---- | -------- | ------------------ | ------------------ | -------------- | --------------- | ------------ |
| 1989 | Jerez    | Herri Torrontegui  | Àlex Crivillé      | Luca Cadalora  | Eddie Lawson    | Összefoglaló |
| 1988 | Jarama   | Stefan Dörflinger  | Jorge Martínez     | Sito Pons      | Kevin Magee     | Összefoglaló |
| 1987 | Jerez    | Jorge Martínez     | Fausto Gresini     | Martin Wimmer  | Wayne Gardner   | Összefoglaló |
| 1986 | Jarama   | Jorge Martínez     | Fausto Gresini     | Carlos Lavado  | Wayne Gardner   | Összefoglaló |
| 1985 | Jarama   | Jorge Martínez     | Pier Paolo Bianchi | Carlos Lavado  | Freddie Spencer | Összefoglaló |
| 1984 | Jarama   | Pier Paolo Bianchi | Ángel Nieto        | Sito Pons      | Eddie Lawson    | Összefoglaló |
| Év   | Helyszín | 50 cm³             | 125 cm³            | 250 cm³        | 500 cm³         | Összefoglaló |
| 1983 | Jarama   | Eugenio Lazzarini  | Ángel Nieto        | Hervé Guilleux | Freddie Spencer | Összefoglaló |
| 1982 | Jarama   | Stefan Dörflinger  | Ángel Nieto        | Carlos Lavado  | Kenny Roberts   | Összefoglaló |
| 1981 | Jarama   | Ricardo Tormo      | Ángel Nieto        | Anton Mang     |                 | Összefoglaló |

| Év   | Helyszín  | 50 cm³               | 125 cm³            | 250 cm³           | 350 cm³           | 500 cm³           | Összefoglaló |
| ---- | --------- | -------------------- | ------------------ | ----------------- | ----------------- | ----------------- | ------------ |
| 1980 | Jarama    | Eugenio Lazzarini    | Pier Paolo Bianchi | Kork Ballington   |                   | Kenny Roberts     | Összefoglaló |
| 1979 | Jarama    | Eugenio Lazzarini    | Ángel Nieto        | Kork Ballington   | Kork Ballington   | Kenny Roberts     | Összefoglaló |
| 1978 | Jarama    | Eugenio Lazzarini    | Eugenio Lazzarini  | Gregg Hansford    |                   | Pat Hennen        | Összefoglaló |
| 1977 | Jarama    | Ángel Nieto          | Pier Paolo Bianchi | Katajama Takazumi | Michel Rougerie   |                   | Összefoglaló |
| 1976 | Montjuich | Ángel Nieto          | Pier Paolo Bianchi | Gianfranco Bonera | Kork Ballington   |                   | Összefoglaló |
| 1975 | Jarama    | Ángel Nieto          | Paolo Pileri       | Walter Villa      | Giacomo Agostini  |                   | Összefoglaló |
| 1974 | Montjuich | Henk van Kessel      | Benjamin Grau      | John Dodds        | Víctor Palomo     |                   | Összefoglaló |
| 1973 | Jarama    | Jan de Vries         | Chas Mortimer      | John Dodds        | Adu Celso-Santos  | Phil Read         | Összefoglaló |
| 1972 | Montjuich | Angel Nieto          | Kent Andersson     | Renzo Pasolini    | Bruno Kneubühler  | Chas Mortimer     | Összefoglaló |
| 1971 | Jarama    | Jan de Vries         | Ángel Nieto        | Jarno Saarinen    | Teuvo Länsivuori  | Dave Simmonds     | Összefoglaló |
| 1970 | Montjuich | Salvador Cañellas    | Ángel Nieto        | Kent Andersson    | Angelo Bergamonti | Angelo Bergamonti | Összefoglaló |
| 1969 | Jarama    | Aalt Toersen         | Cees van Dongen    | Santiago Herrero  | Giacomo Agostini  | Giacomo Agostini  | Összefoglaló |
| 1968 | Montjuich | Hans-Georg Anscheidt | Salvador Cañellas  | Phil Read         |                   | Giacomo Agostini  | Összefoglaló |
| 1967 | Montjuich | Hans-Georg Anscheidt | Bill Ivy           | Phil Read         |                   |                   | Összefoglaló |
| 1966 | Montjuich | Luigi Taveri         | Bill Ivy           | Mike Hailwood     |                   |                   | Összefoglaló |
| 1965 | Montjuich | Hugh Anderson        | Hugh Anderson      | Phil Read         |                   |                   | Összefoglaló |
| 1964 | Montjuich | Hans-Georg Anscheidt | Luigi Taveri       | Tarquinio Provini |                   |                   | Összefoglaló |
| 1963 | Montjuich | Hans-Georg Anscheidt | Luigi Taveri       | Tarquinio Provini |                   |                   | Összefoglaló |
| 1962 | Montjuich | Hans-Georg Anscheidt | Takahasi Kunimicu  | Jim Redman        |                   |                   | Összefoglaló |
| 1961 | Montjuich |                      | Tom Phillis        | Gary Hocking      |                   |                   | Összefoglaló |
| 1955 | Montjuich |                      | Luigi Taveri       |                   |                   | Reg Armstrong     | Összefoglaló |
| 1954 | Montjuich |                      | Tarquinio Provini  |                   | Fergus Anderson   | Dickie Dale       | Összefoglaló |
| 1953 | Montjuich |                      | Angelo Copeta      | Enrico Lorenzetti |                   | Fergus Anderson   | Összefoglaló |
| 1952 | Montjuich |                      | Emilio Mendogni    |                   |                   | Leslie Graham     | Összefoglaló |
| 1951 | Montjuich |                      | Guido Leoni        |                   | Tommy Wood        | Umberto Masetti   | Összefoglaló |
| 1950 | Montjuich |                      | Nello Pagani       |                   | Tommy Wood        | Nello Pagani      | Összefoglaló |